# Ferdinand Jirásek
Ferdinand Jirásek (25. ledna 1871 Košíře – 8. srpna 1931 Praha) byl český a československý odborář, družstevní organizátor a politik; poslanec Revolučního národního shromáždění a senátor Národního shromáždění ČSR za Československou sociálně demokratickou stranu dělnickou.

## Biografie
Vyučil se pekařem.
Politicky aktivní byl již za Rakouska-Uherska. Už na přelomu 19. a 20. století patřil k významným sociálně demokratickým aktivistům. Odborově organizoval pekařské dělníky, od roku 1899 byl tajemníkem odborového Svazu dělníků pekařských, později tajemníkem Svazu dělnictva potravních odborů. Působil jako redaktor časopisů Pekař a Potravodělník. Roku 1905 spoluzakládal Ústřední svaz českoslovanských konsumních, výrobních a hospodářských družstev. Na jeho prvním pracovním sjezdu roku 1909 přednesl projev o Mezinárodním družstevním svazu. V roce 1909 se podílel na vzniku Velkonákupní společnosti družstev. Od roku 1908 byl předsedou Ústředního svazu českých družstev. V období let 1908–1918 působil jako vedoucí redaktor časopisu Družstevník a v letech 1909–1919 i časopisu Průkopník.
Ve volbách do Říšské rady roku 1911 se stal poslancem Říšské rady (celostátní parlament), kam byl zvolen za okrsek Čechy 60. Usedl do poslanecké frakce Klub českých sociálních demokratů. Ve vídeňském parlamentu setrval do zániku monarchie.
V letech 1918-1920 zasedal v československém Revolučním národním shromáždění za Československou sociálně demokratickou stranu dělnickou. Podle údajů k roku 1918 byl profesí tajemníkem Svazu československých družstev. V parlamentních volbách v roce 1920 získal senátorské křeslo v Národním shromáždění. Senátorem byl do roku 1925. Byl předsedou rozpočtového výboru senátu.
Byl předsedou správní rady Dělnických pekáren a předsedou Všeobecné družstevní banky (její založení inicioval roku 1919). Působil jako člen správní komise Obchodní komory v Praze. Zasedal v poradním sboru pro otázky hospodářské. Byl rovněž členem Českého zemského zastupitelstva, kam byl zvolen roku 1928.
Napsal několik prací o družstevnictví jako Materiálie k historii, zásadám a účelu družstevního hnutí (1926), Družstevnictví (1926) a Hospodářské poměry dělnictva a družstva (1927).
Zemřel v pražském sanatoriu „Sanopz“ v sobotu 8. srpna 1931 poté, co se dvakrát podrobil operaci.